# Flint the Time Detective
«Флинт — детектив, путешествующий во времени» (яп. 時空探偵ゲンシクン дзику: тантэй гэнси-кун,  Гэнси-кун, детектив пространства и времени) — аниме-сериал для детей, созданный на студии Group TAC. Главным героем истории является Гэнси (яп. ゲンシ), переименованный для показа в США во Флинта Хаммерхеда (англ. Flint Hammerhead). Это мальчик из доисторической эры, который был возвращён к жизни из окаменелости и стал «Детективом времени».
В России премьера состоялась в виде американской адаптации на канале REN-TV с 8 ноября 2002 по 30 марта 2003 года.

## Роли озвучивали
- Юкидзи — Гэнси-кун / Флинт Хаммерхэд
- Нана Мидзуки — Сора Ямато / Сара Гудман
- Тиаки Морита — Токё Ямато / Тони Гудман
- Тинами Нисимура — Пу-тян / Птери
- Кацуми Судзуки — Time-G
- Каппэй Ямагути — Кёитиро Наругами / Мерлок Холмс
- Юми Тома — T.P. Lady/Акира Аино / Петра Фина

## Сюжет
Сюжет крутится вокруг приключений Флинта Хаммерхэда, «Детектива Времени», мальчика из доисторической эры, который был возрождён из окаменелости и стал Детективом Времени, хотя его компетентность как детектива сомнительна. Прямо, как в «Инспекторе Гаджете», «мозгами» являются друзья Флинта — Сара и Тони Гудманы, которые сопровождают его в путешествиях. Флинт, в свою очередь, сражается с врагами, вместе со своим отцом Роки Хаммерхэдом, чьё частичное возрождение сделало его чувствующим, говорящим камнем с лицом. Роки, превращённый в молот для Флинта, служил ему одновременно боевым оружием и советником. Работа Флинта заключалась в том, чтобы путешествовать назад во времени и убеждать Беглецов во Времени, маленьких, милых созданий, присоединиться к нему и защищать временную линию. Обычно он сражается с Петра Финой и её сообщниками, Дино и Капелькой, слугами Тёмного Повелителя. Сам Тёмный Повелитель хотел использовать силу Беглецов, чтобы напасть на Землю Времени, родное место существ. Беглецы во Времени похожи на Покемонов тем, что они маленькие, милые существа и могут превращаться в более сильные формы на некоторое время, чтобы противостоять опасным врагам; у них обычно есть две формы: злая форма, вызванная магией Тёмного Повелителя (в форме Печати Петры или Знака Урододела), и хорошая (вызванная Флинтом и его командой).